# 地曵豪
地曵 豪（じびき ごう、1976年5月7日 - ）は、東京都出身の日本の俳優、ナレーター、映画監督。本名同じ。
2008年以来、特定の芸能事務所に所属せず個人で活動していたが、2025年より芸能事務所Oranteに所属。
身長183cm。特技：英会話、居合、乗馬

## 来歴・人物
1976年5月7日、東京都で生まれ、その後シンガポール、ニューヨークにて幼少期を過ごす。帰国後、中学校時代に劇団若草に入団。学習院大学法学部政治学科卒業後、福沢富夫が所長を務めていた円・演劇研究所にて演劇を学ぶ。
2008年、若松孝二監督『実録・連合赤軍 あさま山荘への道程』では連合赤軍のリーダーであった森恒夫役に抜擢。2012年、同監督の『海燕ホテル・ブルー』では主役を務めた。『キャタピラー』『11・25自決の日 三島由紀夫と若者たち』『千年の愉楽』などにも出演。後期の若松孝二作品には無くてはならない俳優だった。
その後も、岩井俊二、内藤瑛亮、李相日、白石和彌、高橋泉など、数多くの映画監督の作品に出演。また俳優活動と並行してナレーターとしても活動している。
初監督作品である、短編時代劇映画『Loudness』がSKIPシティ国際Dシネマ映画祭2024の国内コンペティション短編部門にノミネートされた。

## 出演

### 映画
- 四月物語（1998年、岩井俊二 監督）
- 突入せよ! あさま山荘事件（2002年、原田眞人 監督）
- 実録・連合赤軍 あさま山荘への道程（2008年、若松孝二 監督） - 森恒夫役
- キャタピラー（2010年、若松孝二 監督）
- FIT（2010年、廣末哲万 監督）
- 海燕ホテル・ブルー（2012年、若松孝二 監督） - 藤堂幸夫役
- 11・25自決の日　三島由紀夫と若者たち（2012年、若松孝二 監督） - 福岡喬一尉役
- 千年の愉楽（2013年、若松孝二 監督） - 清二役
- 許されざる者（2013年、李相日 監督） - 平田役
- ダリー・マルサン（2014年、高橋泉 監督） - 国重役
- チョコリエッタ（2015年、風間志織 監督） - 辻さん役
- リップヴァンウィンクルの花嫁（2016年、岩井俊二 監督） - 鶴岡鉄也役
- 日本で一番悪い奴ら（2016年、白石和彌 監督） - 稲嶺役
- ユートピア（2018年、伊藤峻太 監督） - マグス役
- The Outsider（2018年、Martin Zandvliet監督）‐ エイイチ役
- 止められるか、俺たちを（2018年、白石和彌 監督）‐ 新聞記者役
- 許された子どもたち（2020年、内藤瑛亮監督)  ‐ 倉持武彦役
- Kageboshi（2021年、落合賢監督)  ‐ 父親役
- その消失、（2022年、狩野比呂監督)  ‐ 佐々木役
- Story Game（2023年、Jason Lau監督)  ‐ Tessan役
- 毒娘（2024年、内藤瑛亮監督)  ‐ 秋元隆将役
- Loudness（2024年、地曵豪監督）- 侍役
- Ravens（2025年、Mark Gill監督）- 深瀬了暉役
- Korakuen（2025年公開予定、Mia Ando監督）- Danny役

### テレビドラマ
- 検事・朝日奈耀子（2008 - 2009年、テレビ朝日） - 土田健一役
- 土曜ワイド劇場「終着駅シリーズ〜22殺人同盟〜理科室の夜の秘密!?刑事が追う3つの完全犯罪!!森村誠一の螺旋状の垂訓」（2009年3月14日、テレビ朝日） - 河西刑事役
- トリハダ5〜夜ふかしのあなたにゾクッとする話を（2009年、フジテレビ）
- 実録 松本サリン事件 〜妻よ、母よ…犯人と“疑われた”家族闘いと絆の15年〜（2009年、フジテレビ） - 北川刑事役
- トリハダ6〜夜ふかしのあなたにゾクッとする話を（2009年、フジテレビ）
- 隠蔽指令（2009年 WOWOW） - 城役
- 炎の警備隊長・五十嵐杜夫 8（2010年、テレビ朝日） - 梶英明役
- 内田康夫サスペンス・福原警部2（2010年、テレビ朝日） - 秋元透役
- 世にも奇妙な物語 20周年スペシャル・秋　〜人気作家競演編〜（2010年、フジテレビ） - 帯刀耀一郎役 ※声のみの出演
- 水曜ミステリー9　鑑識特捜班・九条礼子〜骨を知る女〜（2012年、テレビ東京） - 香坂役
- 仮面同窓会（2019年、フジテレビ）- 精神科医役
- 名もなき復讐者 ZEGEN（2019年、関西テレビ）- 店長役
- DORONJO（2022年、ＷＯＷＯＷ）- 警察官の上司役 ※声のみの出演
- PORTAL-X ～ドアの向こうの観察記録～（2024年、ＷＯＷＯＷ）- ダイワ役

### CM
- JT イギリス/思いやりの扉編（2008年）
- フェブリナ ジェルパック（2008年、ナレーション）
- KEIRIN 9ways'09（2009年、ナレーション）
- 資生堂 UNO スキンケアタンク（2009年、ナレーション）
- KAGOME 植物性乳酸菌ラブレ（2009年、ナレーション）
- 関西電力  続く物語編（2010年、ナレーション）
- 西陣 人生の9割編（2010年）
- ぼくのなつやすみ　ポータブル2（2010年、ナレーション）
- TOKYO FM　ヒューマンコンシャス（2010年、ナレーション）
- カラー複合機 bizhub技術篇（2010年、ナレーション）
- ペディグリー（2010年、ナレーション）
- 年賀はがき（2010年、ナレーション）
- TOYOTA「Vitz」（2011年、ナレーション）
- SMBC日興証券「ふたつの力」 music/dance篇（2011年、ナレーション）
- au by KDDI 「もっとつながっていく篇」（2011年、ナレーション）
- アリエール REVO（2011年、ナレーション）
- あいおいニッセイ同和損保 「元気を出して篇」（2011年、ナレーション）
- ANA 「Made with Japan　ボーイング787」（2011年、ナレーション）
- グッド中古！のマイランド 「がんばってる私/速報/観察編」（2011年、ナレーション）
- モバゲー  （2011年、ナレーション）
- 花王 「SOFINA　ボーテ」 （2011年、ナレーション）
- スーパースポーツゼビオ 「HEAT-X」 （2011年、ナレーション）
- au by KDDI 「ともコミ」赤い飛行機雲/晴れ篇（2011年、ナレーション）
- SoftBank 「声を、コトバを」篇（2012年、ナレーション）
- ACジャパン「白紙の未来」（2023年、ナレーション）